# Frederik van Saksen-Meiningen
Frederik Johan Bernard Herman Hendrik Maurits van Saksen-Meiningen (Meiningen, 12 oktober 1861 - nabij Tarcienne, 23 augustus 1914) was een prins van Saksen-Meiningen.

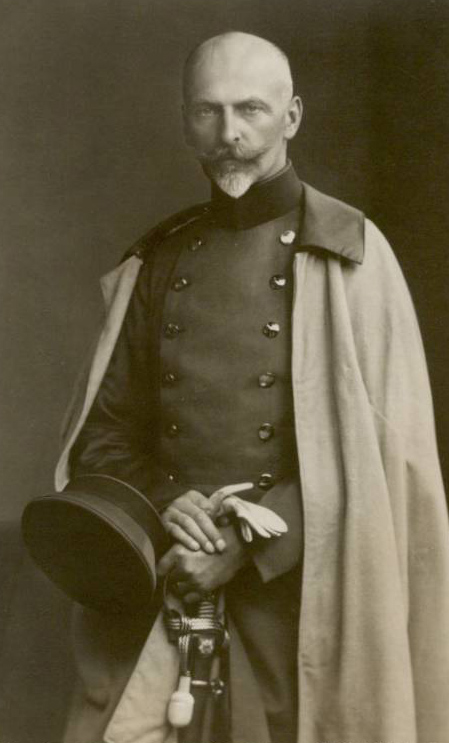
Prins Frederik van Saksen-Meiningen (1914)

Hij was de tweede zoon van de Theaterherzog George II en diens tweede vrouw Feodora van Hohenlohe-Langenburg. 
Zelf trouwde hij op 24 april 1889 met Adelheid van Lippe-Biesterfeld, het oudste kind van Ernst van Lippe-Biesterfeld en diens vrouw Karoline von Wartensleben en een tante van de latere Prins der Nederlanden Bernhard.
Uit dit huwelijk kwamen de volgende kinderen voort:
- Feodora (1890-1972), getrouwd met Willem Ernst van Saksen-Weimar-Eisenach
- Adelheid (1891-1972), getrouwd met Adalbert van Pruisen, een zoon van de Duitse keizer Wilhelm II
- George (1892-1946)
- Ernst Leopold (1895-1914), omgekomen op een Frans slagveld, tijdens de Eerste Wereldoorlog
- Louise (1899-1985)
- Bernhard (1901-1984)

Prins Frederik kwam - evenals zijn zoon Ernst Leopold, om tijdens gevechten in de begindagen van de Eerste Wereldoorlog.